# Bani (Bourzanga)
Pour les articles homonymes, voir Bani.
Bani est une localité du département du Bourzanga, dans la province de Bam, dans le Centre-Nord, au Burkina Faso. 

## Population
Lors du recensement de 2006, on y a dénombré 1 915 habitants. 